# Самовский, Самуил Израилевич
Самуи́л Изра́илевич Само́вский (1898, Екатеринослав — 26.7.1977, Рига) — деятель ГПУ/НКВД СССР, полковник государственной безопасности. Входил в состав особой тройки НКВД СССР.

## Биография
Самуил Израилевич Самовский родился в Екатеринославе в семье служащего. Окончил реальное училище. В феврале 1919 года вступил в РКП(б). Его последующая трудовая деятельность полностью связана с работой в структурах ВЧК−ОГПУ−НКВД.
- 1925−1927 годы — уполномоченный Полтавского окружного отдела ГПУ.
- 1927−1928 годы — начальник Секретно-оперативного отдела Полтавского окружного отдела ГПУ.
- с 11 июня 1928 года по 5 сентября 1930 года — начальник Нежинского окружного отдела ГПУ.
- 1930 год — помощник начальника Сумского оперативного сектора ГПУ.
- 1930−1932 годы — начальник Особого отдела Харьковского оперативного сектора ГПУ.
- 1932 год — начальник Особого отдела Харьковского областного отдела ГПУ.
- с декабря 1932 года по 1934 год — второй заместитель начальника Харьковского областного отдела ГПУ.
- 1934−1937 годы — заместитель начальника Управления НКВД по Черниговской области, временно исполняющий дела начальника Управления НКВД по Черниговской области. Этот период отмечен вхождением в состав особой тройки, созданной по приказу НКВД СССР от 30.07.1937 № 00447[1] и активным участием в сталинских репрессиях[2].
- с 27 июля 1937 года — начальник ДТО ГУГБ НКВД по Сталинской железной дороге, Днепропетровск.
- с сентября 1937 года — начальник Дорожно-транспортного отдела ГУГБ НКВД Сахалинской железной дороги.
- 1941−1944 года — работа в Особом отделе НКВД СССР и УКР «Смерш».
- 1944—1949 года — заместитель начальника отдела «Смерш» Сибирского — Западно-Сибирского Военного округа, заместитель начальника УКР МГБ Дальневосточного Военного округа.

## Завершающий этап
В 1949 году уволен в запас по состоянию здоровья. С 1950-х годов персональный пенсионер. Умер в Риге 26 июля 1977 года.

## Награды
- Орден Ленина
- Орден Красного Знамени — 03.11.1944
- Орден Отечественной войны 2-й степени — 25.03.1945
- Орден Красной Звезды — 28.10.1943
- Орден Красной Звезды — 13.09.1945
- Знак «Почётный сотрудник ВЧК-ГПУ» XV — 20.12.1932